# Tomb Raider: The Nightmare Stone
Tomb Raider: The Nightmare Stone  è un videogioco in stile avventura dinamica, sviluppato dalla Core Design e pubblicato dalla Eidos Interactive per Game Boy Color nel 2000. Il gioco è stato pubblicato prima in America, l'8 giugno e successivamente, il 6 luglio, in Europa. Il videogioco non è canonico alla serie originale di Tomb Raider.

## Trama
Amazzonia. Nell'antichità, il malefico sovrano Quaxet regnò per anni sui popoli Maya, Inca e Aztechi sacrificando la vita dei sudditi in nome di un dio malvagio e assetato di sangue. I sacerdoti dei popoli dominati, per porre termine a questa follia, uccisero Quaxet e imprigionarono la sua anima in un cristallo denominato Pietra dell'Incubo, che poi incastonarono in un obelisco all'interno di un tempio nascosto e inviolabile.
Mille anni dopo, Lara Croft viene contattata da Igor Bowmane, un professore russo che ha localizzato il tempio e vi ha mandato il suo fido assistente Illiat; strane cose hanno cominciato ad accadere, pertanto il professore chiede a Lara di recarsi a indagare. L'archeologa si reca immediatamente sul posto, dove però scopre che Illiat è rimasto intrappolato all'interno del tempio. Lara si addentra nella struttura per salvarlo.
Nel tempio, Lara viene inseguita da un gruppo di mercenari che la spingono a toccare un altare, dal quale si sprigiona una potente energia: da quel momento, la donna si trova a combattere contro mummie tornate in vita e altre creature mostruose. Nelle profondità del tempio ritrova finalmente Illiat, il quale le spiega cos'è accaduto: i mercenari vogliono infatti impadronirsi della Pietra dell'Incubo per risvegliare Quaxet; toccando l'altare, inoltre, Lara ha risvegliato i guardiani ultraterreni della pietra. L'uomo, ferito a morte, spira poco dopo, e Lara comprende che l'unico modo per salvarsi è distruggere la Pietra dell'Incubo.
Lara si fa strada nel tempio, risolvendone gli enigmi e uccidendo chiunque le si pari davanti; riesce a ritrovare le tre pietre necessarie ad aprirsi l'accesso alla Pietra dell'Incubo; riuscita nell'intento, affronta e uccide Quaxet, per poi distruggere la Pietra e impedire per sempre la sua resurrezione.

## Modalità di gioco
Il gioco è un platform 2D a scorrimento, costituito da un unico grande livello suddiviso in numerosi quadri. Il giocatore dovrà trovare il percorso giusto risolvendo alcuni enigmi, sparando ai nemici e trovando chiavi e altri oggetti per aprire le porte che bloccano la strada. Lara può correre, saltare, sparare, arrampicarsi su scale e pedane, rotolare, accovacciarsi e nuotare. Può inoltre saltare all'indietro e sparare mentre si arrampica su una scala. Si può salvare la partita facendo accovacciare Lara in prossimità degli appositi cristalli galleggianti sparsi per il livello, come accadeva nella versione PlayStation di Tomb Raider III.
Lara non possiede altre armi oltre alle classiche doppie pistole, che possono essere potenziate con pallottole speciali. L'inventario comprende inoltre i medipack piccoli e grandi, che possono essere utilizzati per ristabilire la salute di Lara. C'è inoltre la possibilità di utilizzare i candelotti di dinamite da raccogliere nei vari quadri: essi servono a rompere i blocchi di cemento che ostruiscono la via, ma danneggiano anche i nemici che vi si trovano vicini.

## Sviluppo
Tomb Raider è stato sviluppato dai creatori della serie Core Design come primo titolo della serie su console Nintendo. Il produttore di Eidos Interactive, Mike Shmitt, ha descritto il gioco come tecnicamente impressionante per la piattaforma, date le origini del personaggio su hardware più potenti. Le animazioni di Lara, oltre duemila, sono state renderizzate dagli originali delle console domestiche, con accesso diretto alla memoria del Game Boy Color per farle funzionare. Lara godeva di un modello da 48 pixel, ben più definito rispetto a quelli dei personaggi di altri giochi per GBC. La musica e l'audio sono stati composti da Manfred Linzner e Bernhard Wodok dello studio Shin'en; Tomb Raider è stato tra i loro primi progetti.
Eidos Interactive ha concesso in licenza la proprietà a THQ. In un comunicato stampa, Jeremy Heath-Smith di Eidos ha spiegato che la partnership è dovuta all'ampia libreria di titoli per Game Boy Color di THQ. Annunciato nel novembre 1999, Tomb Raider è uscito in America il 7 giugno 2000 con il titolo Tomb Raider - Starring Lara Croft.  Successivamente è stato pubblicato in Europa il 28 giugno, nel Regno Unito il 30 giugno e in Australia il 18 luglio.

## Accoglienza
In un report, THQ ha evidenziato che il gioco era andato esaurito nella regione australiana al momento del rilascio. THQ ha inquadrato positivamente il gioco nel suo rapporto fiscale del secondo trimestre per il 2000. 
Il gioco ha ricevuto un punteggio medio del 79% su GameRankings, sulla base di un totale di 10 recensioni. Frank Provo di GameSpot ha elogiato le aree di gioco, affermando che ognuna di esse presenta un gameplay diverso. I critici hanno anche evidenziato le animazioni fluide e acrobatiche di Lara e il fatto che il giocatore può eseguire un'ampia varietà di mosse, nonostante il limitato numero di pulsanti del Game Boy Color

## Sequel
Nel 2001 la Eidos Interactive pubblicò il sequel del gioco, Tomb Raider: Curse of the Sword, il quale utilizza lo stesso sistema di gioco del primo. Il gioco fu distribuito da Activision.
Nel 2002 fu pubblicato Tomb Raider: The Prophecy, sviluppato per Game Boy Advance dalla Ubisoft.